# Walter von Medem

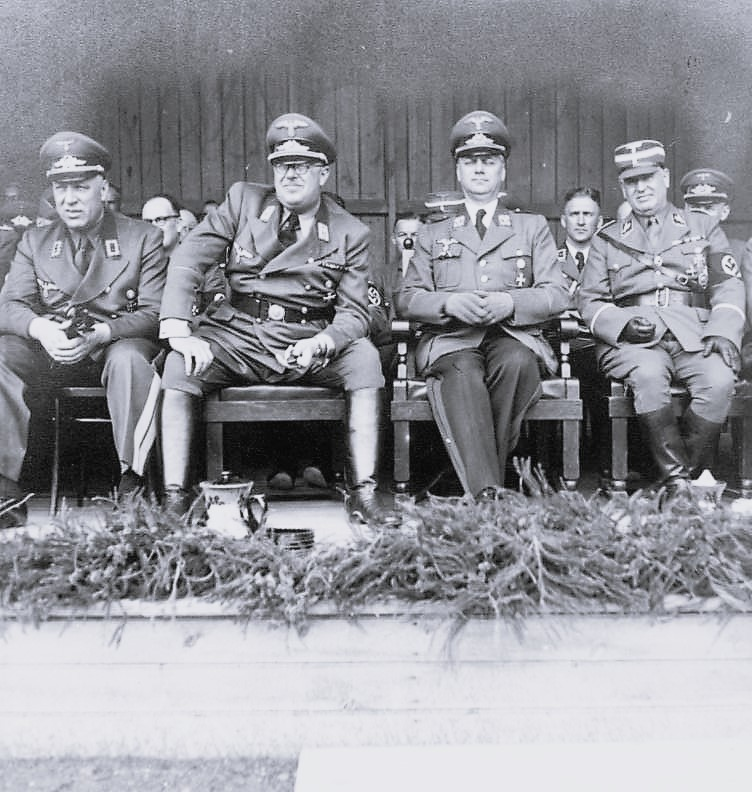
Otto-Heinrich Drechsler, Hinrich Lohse, Alfred Rosenberg och Walter von Medem i Dobele i Lettland år 1942.

Walter-Eberhard Alexander Albert Freiherr von Medem, född 4 maj 1887 Liegnitz, död 9 maj 1945 i Prag, var en tysk officer, journalist och politiker. Han härstammade från den tyskbaltiska adelssläkten von Medem.

## Biografi
I första världskriget stred von Medem i ett artilleriregemente och uppnådde kaptens grad. Efter kriget ledde han en frikår, Freikorps von Medem, som bekämpade det sovjetiska inflytandet i Baltikum.
Under mellankrigstiden engerade sig von Medem politiskt i Deutschnationale Volkspartei och Stahlhelm. Under 1920-talet var han redaktör för Ostpreußische Zeitung och Allensteiner Zeitung. Från 1926 till 1940 var han chefredaktör för tidningen Tag i Berlin. von Medem blev 1933 medlem i Nationalsocialistiska tyska arbetarepartiet (NSDAP) och Sturmabteilung (SA). Den 30 januari 1942 uppnådde von Medem tjänstegraden SA-Oberführer.

### Andra världskriget
Kort efter inledningen av Operation Barbarossa, Tysklands anfall på Sovjetunionen den 22 juni 1941, inrättades Riksministeriet för de ockuperade östområdena med Alfred Rosenberg som chef. Denne utnämnde den 25 juli 1941 von Medem till områdeskommissarie i Mitau i det ockuperade Lettland.